# أنجيلينا جنسن
أنجيلينا جنسن (بالدنماركية: Angelina Jensen)‏ هي لاعبة كرلنغ دنماركية، ولدت في 23 مايو 1973 في Tårnby Municipality ‏ في الدنمارك.

## وصلات خارجية
- أنجيلينا جنسن على موقع الاتحاد الدولي للكرلنغ (الإنجليزية)
- أنجيلينا جنسن على موقع أوليمبيديا (الإنجليزية)